# Voicești
Voicești – wieś w Rumunii, w okręgu Vâlcea, w gminie Voicești. W 2011 roku liczyła 1086 mieszkańców.